# Jean Ier de Bourbon-La Marche
Pour les articles homonymes, voir Jean Ier.
Jean de Bourbon, né en 1344 et mort le 11 juin 1393 à Vendôme, est un membre de la maison de Bourbon, comte de la Marche (Jean Ier 1362-1393), et par sa femme comte de Vendôme et de Castres (Jean VII 1372-1393), pair de France. Il est un arrière-arrière-petit-fils en lignée masculine du roi de France Louis IX et l'ancêtre à la 6e génération également en lignée masculine du roi Henri IV.

## Biographie

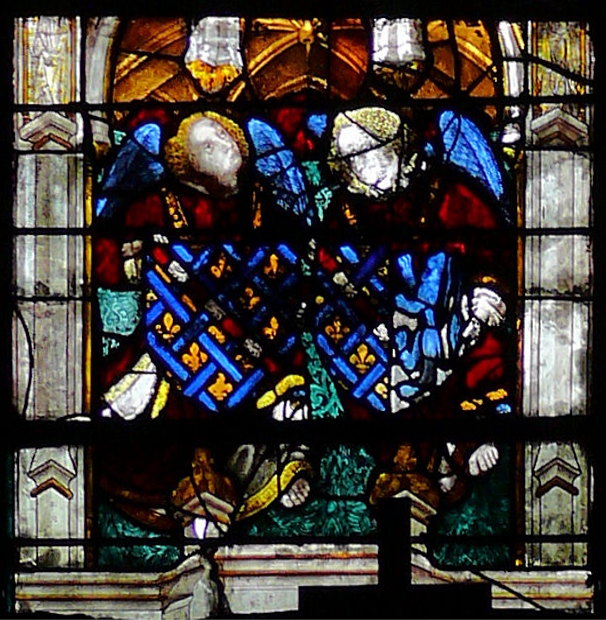
Chartres, chapelle Vendôme - Armes de Jean de Bourbon et Catherine de Vendôme.

Il combat à la bataille de Poitiers où il est fait prisonnier. Libéré, il est le négociateur avec le maréchal Arnoult d'Audrehem du général Bertrand du Guesclin qui commande les troupes françaises en Castille, de 1365 à 1367 (Il est absent à la deuxième expédition en Castille entre 1368 et 1369), pour venger la mort de la reine Blanche de Bourbon, épouse du roi de Castille Pierre le Cruel, et soutenir Henri de Trastamare face au roi Pierre.
De retour en France, il conduit une armée royale en Artois contre des Flamands, et en Guyenne contre les Anglais. Il participe au passage de Comines et s'est signalé à la bataille de Roosebeke, en 1382. 
On le retrouve au siège de Taillebourg (Charente-Maritime) en 1384.
Il a été de l'expédition de Charles VI en Gueldre et Juliers, en 1388, puis de celle en Languedoc en 1391.
À partir de 1372, il administre les comtés de Vendôme et de Castres, conjointement avec sa femme qui en est l'héritière. Dans le Vendômois, il débute la reconstruction des châteaux de Vendôme et de Lavardin. Les travaux de Lavardin furent achevés par son fils le comte Louis Ier de Bourbon-Vendôme.

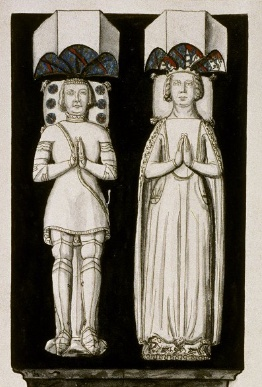
gisant de Jean Ier de Bourbon-La Marche et Catherine de Vendôme dans la collégiale Saint-Georges de Vendôme dans la collection Gaignières.

Il meurt dans son Château de Vendôme le 11 juin 1393, où il est inhumé dans la collégiale Saint-Georges dans les murs de la demeure.

## Titre
Il est par héritage:
- Comte de La Marche
- seigneur de Leuze
- seigneur de Carency
- seigneur de Lécluse
- seigneur de Montaigut-en-Combraille

Il est part son mariage avec Catherine de Vendôme:
- Comte de Vendôme
- Comte de Castres
- seigneur de Lézignan
- seigneur d'Épernon
- seigneur du Teil
- seigneur de Bréthancourt
- seigneur de Rémalard
- seigneur de Clacy
- seigneur de Cailly
- seigneur de Quillebeuf

## Descendance de Saint-Louis àHenriIV
- Louis IX Saint Louis
  - Robert de Clermont
    - Louis Ier de Bourbon
      - Jacques Ier de Bourbon-La Marche
        - Jean Ier de Bourbon-La Marche
          - Louis Ier de Bourbon-Vendôme
            - Jean VIII de Bourbon-Vendôme
              - François de Bourbon-Vendôme
                - Charles IV de Bourbon
                  - Antoine de Bourbon
                    -  Henri IV le Grand

## Descendance
Fils de Jacques Ier de Bourbon-La Marche comte de la Marche, et de Jeanne de Châtillon-Saint-Pol dame de Leuze, Condé-sur-Escaut, Duisant et Carency, arrière-petite-fille du comte Guy III de Saint-Pol (schéma généalogique à l'article Carency). Il est l'ancêtre par les mâles du roi Henri IV de France.
Le 28 septembre 1364 à Paris, il épouse Catherine de Vendôme (vers 1350 - 1412), avec qui il a :
- Jacques II (né vers 1370 - mort le 24 septembre 1438 à Besançon), roi de Naples par son mariage avec Jeanne II de Naples, comte de la Marche et de Castres.
- Louis Ier (1376 - Tours 21 décembre 1446), comte de Vendôme : souche de la Maison de Bourbon-Vendôme dont descend Henri IV.
- Jean (1378 - 29 avril 1458 à L'Écluse), seigneur de Carency et de Savigny ; d'une liaison avec Jeanne de Vendômois, il a Louis, Jean, Pierre, Jacques, Philippe, Jeanne, Catherine et Andriette de Bourbon, légitimés en 1420 à l'occasion du mariage secret de Jeanne et Jean, leurs parents (mariage validé et rendu public en mai 1438 par le pape Eugène IV). Jeanne, fille d'Hamelin III de Vendômois sire de Champmarin, Crannes et Bessé, avait épousé en premières noces Gervais de Ronsart de La Possonnière (ou Ronsard ; ils sont les ancêtres du grand poète de la Renaissance ; par ailleurs, l'arrière-petite-nièce de Jeanne fut Renée de Vendômois). Jean de Carency est ainsi la souche de la Maison de Bourbon-Carency.
- Anne (vers 1380 - 10 juillet/août 1408 en couches à Paris), mariée à Jean de Berry, comte de Montpensier, puis à Louis VII de Bavière.
- Marie (1387 - après le 11 septembre 1465), enlevée par Jean de Baynes, seigneur d'Escroux.
- Charlotte (1392 - 25 janvier 1422 à Nicosie), mariée à Janus de Lusignan, roi de Chypre.